# Santa Coloma de Cervelló
Santa Coloma de Cervelló is een gemeente, gelegen in de comarca El Baix Llobregat, in de Spaanse provincie Barcelona in Catalonië, met een oppervlakte van 7 km². Santa Coloma de Cervelló telt 8.073 inwoners (1 januari 2016).
In Santa Coloma de Cervelló ligt de architectonisch belangrijke wijk Colònia Güell, waar de door Antoni Gaudí ontworpen Cripta Colònia Güell zich bevindt.

## Demografische ontwikkeling
Bron: INE, 1857-2011: volkstellingen